# 陈平 (1954年)
陈平（1954年1月—），男，河北三河人，中华人民共和国政治人物，中國共產黨黨員，曾任国家大剧院院长。

## 生平
陈平1968年1月进入北京天安门中学读书，1970年12月毕业后参加工作，在北京市建筑五金标准件批发部当工人。
1979年3月，陈平调入北京市东城区文化馆担任干部，音乐组组长。1984年10月，他被提拔为北京市东城区文化馆副馆长，1985年9月再度提拔为馆长。1986年4月成为中国共产党党员。1987年12月，他升任北京市东城区文化文物局副局长，仍兼任文化馆馆长。1991年11月，陈平成为北京市东城区文化文物局局长。1994年2月，他再次升职，出任北京市东城区副区长，仍兼任文化文物局局长。1995年8月，除去副区长、文化文物局局长，他还兼任了东城区体改委主任。1997年8月，他不再担任文化文物局局长。1997年12月，他不再兼任东城区体改委主任。1998年4月，他以副区长身份兼任北京市王府井地区建设管理办公室党组副书记、常务副主任。1999年1月，他晋升中共北京市东城区委常委，仍兼任副区长和王府井地区建设管理办公室党组副书记、常务副主任。2000年8月，他改任中共北京市东城区委副书记，代理区长职务。同年10月，他正式出任区长，不再兼任王府井地区建设管理办公室党组副书记、常务副主任，仍为中共东城区委副书记。2003年1月，陈平升任中共北京市东城区委书记。
2007年2月，陈平被任命为国家大剧院院长。同月，他被选举为北京市政协副主席，任职至2017年1月在政协退休。2018年5月，陈平因年龄原因不再担任国家大剧院院长。
陈平中学毕业即参加工作。后来曾获得多个在职学历。1984年9月至1988年7月，他在北京市东城区职工业余大学党政干部管理专业攻读在职大专学历。1995年4月至1997年3月，他曾在中国社会科学院研究生院经济法专业在职学习。1995年8月至1997月12月，他还在中央党校函授班经济管理专业在职大学学习。担任东城区区长、中共东城区委书记的同时，他于2002年11月至2005年8月间在长江商学院工商管理专业修读在职研究生，获工商管理硕士学位。
2016年11月，普京在克里姆林宫向陈平授予俄罗斯友谊勋章，以表彰他在俄中两国文化交流方面的突出贡献。

## 荣誉

### 勋章奖章
- 友谊勋章（俄罗斯，2016年11月4日于莫斯科克里姆林宫颁发[4]）